# Scopula fumata
Scopula fumata là một loài bướm đêm trong họ Geometridae.